# Xylosma ovatum
Xylosma ovatum är en videväxtart som beskrevs av George Bentham. Xylosma ovatum ingår i släktet Xylosma och familjen videväxter. Inga underarter finns listade i Catalogue of Life.